# International Standards on Auditing
Les Standards Internationaux d'Audit (ISA) sont développés par l'International Auditing and Assurance Standards Board (IAASB) de l'International Federation of Accountants (IFAC).

## Normes internationales
Simples références pour les organismes nationaux officiels responsables de normes nationales d'audit externe, les ISA sont la référence adoptée par la plupart des institutions internationales (ONU, Commission européenne...) pour la certification de leurs comptes.

## Pertinence pour les organismes publics
Pour les institutions publiques nationales, les ISA sont aussi un référentiel utile, souvent plus adapté  que les normes d'audit externe développées par des institutions/associations conseillées par ou regroupant les sociétés privées d'audit externe (les 'fat four' entre autres) dont l'essentiel de la clientèle est le secteur privé.
La Cour des comptes a développé une méthodologie d'audit spécifique s'inspirant des ISA.
Les normes comptables internationales du secteur public (IPSAS) de l'IFAC mentionnent les ISA.

## Audit interne
L'IFAC n'a pas (pas encore?) élaboré de normes d'audit interne.
L'ISA 610 règle les relations entre auditeur externe et auditeur interne. Le "Institue of Internal Auditors" a conçu un cadre conceptuel (COSO 1 et 2) pour le contrôle interne et la gestion des risques et a conçu aussi des normes d'audit interne, mondialement reconnues et appliquées et ce depuis 1992 et 2003.